# بورد، پیرنه-آتلانتیک
بورد (تلفظ فرانسوی: [bɔʁd]؛ اکسیتان: Bòrdas) یک کمون در دپارتمان پیرنه-آتلانتیک در جنوب غربی فرانسه است.